# Sergio Sgrilli
(Uno dei tormentoni di Sergio Sgrilli)
Sergio Sgrilli (Follonica, 4 giugno 1968) è un attore, comico e cantante italiano.

## Biografia
Tra la fine degli anni '90 e i primi 2000, Sergio Sgrilli mette in scena alcuni spettacoli di cabaret, portandoli in molti teatri italiani. Ma il successo arriva quando diventa presenza fissa a Zelig, al quale partecipa fin dal 2000. Il presentatore Claudio Bisio lo soprannomina uomo del blues perché fa le sue entrate suonando un blues orecchiabile alla chitarra, per poi incentrare i suoi sketch su parodie musicali.
Nel 2002, con Paolo Migone è il protagonista di una serie di pubblicità televisive della birra Dreher.
È l'autore e l'interprete di Canto (lo faccio a Zelig), sigla di chiusura di Zelig nelle edizioni 2003, 2004 e 2005.
Grande amico di Marco Simoncelli e appassionato di moto, i genitori del motociclista prematuramente scomparso affidano a Sgrilli l'organizzazione e la regia di Buon compleanno Sic, evento tenutosi al 105 Stadium di Rimini il 20 gennaio 2012. Il 19 gennaio 2013, l'evento si ripete e anche questa volta Sgrilli ne è l'organizzatore e regista.
Nel marzo 2012 esce il primo disco di Sgrilli, Dieci Venti d'Amore, con cui aiuta l'Associazione Italiana Sindrome di Moebius, di cui è testimonial. I proventi del singolo Come va sono devoluti alla Marco Simoncelli Fondazione Onlus.
Nell'autunno 2015 fa parte della squadra di coach del programma Il boss dei comici in onda su LA7.
Dal 2023 è testimonial ufficiale dei City Angels.

## Spettacoli teatrali
- 1998: "La penultima generazione" di e con S. Sgrilli
- 2002: "L'ultimo dei Freak" di e con S. Sgrilli
- 2002-04: "Dormo quanto un Vombato" di S. Sgrilli regia R. Sarti
- 2004-05: "Una vita da Pelatters" di S. Sgrilli, G. Bozzo e C. Turati con C. Cicognan e P. Foschi regia S.Sgrilli
- 2006-07: "Neuro: Tecniche di rianimazione collettiva" di S. Sgrilli in scena per 6 mesi, ogni lunedì, al teatro delle Erbe (MI)
- 2007-08: "Sgrillaus" di S. Sgrilli prodotto ad C.R.T. di Milano in scena per 6 mesi, ogni lunedì, al Teatro dell'Arte (MI)
- 2007-13: L'Ultimo dei Freak, di e con S. Sgrilli
- 2009: Pierino è il lupo!, di S. Sgrilli musiche di Prokof'ev con l'Orchestra Sinfonica G. Rossini di Pesaro, diretta dal Maestro daniele Agiman
- 2010-11: "Nel nome dei Padri" di e con S. Sgrilli
- 2012-15: "20 in Poppa" di e con S. Sgrilli
- 2014: "Dei numeri 1 siamo i numeri 2" di e con S. Sgrilli e P. Migone, regia di S. Sgrilli
- 2015-16: "Fratelli di Note" di e con S. Sgrilli e A. Poltronieri regia S. Sgrilli
- 2017-18: "U2" di e con S. Sgrilli e P. Migone regia S. Sgrilli
- 2016-2018: "la chitarra mi sta stretta" di e con Sgrilli e la iBig Band
- 2017: "Visioni di un insonne malato d'Amore" di e con S. Sgrilli
- 2019: "Noi siamo Voi: votatevi" di e con S. Sgrilli e A. Cornacchione regia R. Sarti
- 2023: "Vieni che te le suono" di e con S. Sgrilli
- 2023. "Camera con crimini" di S. Bobrick e R. Clark regia di P. Piccoli con S. Sgrilli, C. Grandi e A. Genovese

## Discografia
- La bella forza con Luca Bonaffini (Teorema edizioni musicali, 2006)
- Dieci Venti d'Amore (2012)
- To the 3Balls (2019)

## Filmografia
- Questo mondo è per te, regia di Francesco Falaschi (2011)
- All'ultima spiaggia, regia di Gianluca Ansanelli (2012)

## Programmi televisivi
- Seven Show (Italia 7/Odeon TV, 1996)
- Zelig (Italia 1, 2000-2002) (Canale 5, 2010, 2011)
- Zelig Andalo (Italia 1, 2001)
- Zelig for Iene (Italia 1, 2002)
- Zelig Circus (Italia 1, 2003) (Canale 5, 2004-2006)
- Zelig Off (Italia 1, 2003)
- Zelig Natale a Campobasso (Italia 1, 2003)
- Concerto del Primo Maggio (Rai 3, 2004-2005)
- Notti mediterranee (Rai 2, 2006)
- Capo Tunisia (Sky Sport, 2007)
- Stiamo lavorando per noi (Rai 2, 2007)
- The Singing Office (Sky Vivo, 2008)
- Capo Tanzania (Italia 1, 2008)
- L'Estate sta finendo (Rai 1, 2010)
- Palco doppio palco e contropalcotto (Comedy Central, 2010)
- Il boss dei comici (2015)
- Zelig (2021)